# 샤론 D. 클라크
샤론 D. 클라크(영어: Sharon D. Clarke, 1966년 8월 12일 ~ )는 잉글랜드의 배우, 가수이다. 2014년 로런스 올리비에상 여우조연상을 수상했다.